# Pastinaca dissecta
Pastinaca dissecta är en flockblommig växtart som beskrevs av Étienne Pierre Ventenat. Pastinaca dissecta ingår i släktet palsternackor, och familjen flockblommiga växter. Inga underarter finns listade i Catalogue of Life.